# Privoxy
Privoxy je webová proxy bez schopnosti kešování, ale s rozsáhlými možnostmi filtrování webu, správy HTTP cookie a dalších operací za účelem zabezpečení uživatelského soukromí. Často je používána v kombinaci se Squidem (pro kešování) a Torem (pro anonymizaci IP adresy), který ji v dřívějších verzích dokonce vyžadoval.

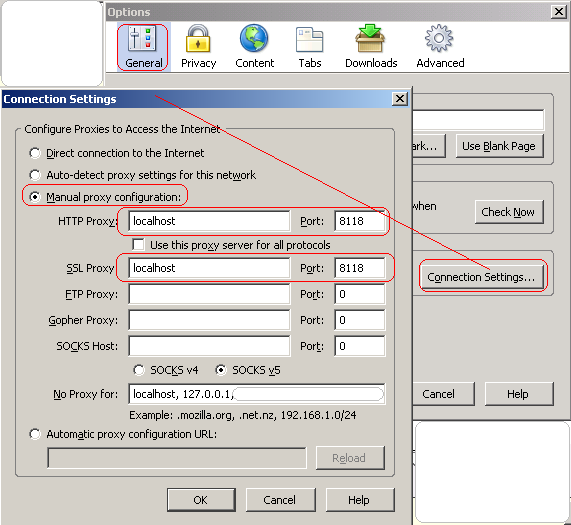
Konfigurace webového prohlížeče Firefox pro využití Privoxy běžící na portu 8118.

Privoxy je naprogramována v Céčku a odladěna na řadě operačních systémů unixového typu, na Microsoft Windows i na dalších platformách. Je uvolněna pod licencí GNU GPL a jedná se tedy o svobodný software.